# Sabbath Bloody Sabbath (album)
A Sabbath Bloody Sabbath, az angol Black Sabbath ötödik stúdióalbuma, amely 1973-ban jelent meg. Az album kissé eltért a brit heavy metal zenekar addigi munkáitól, mert ezen az albumon billentyűs hangszerek és fúvós hangszerek is szerepet kapnak. A lemez ezzel a Black Sabbath kemény és blues-os rockzenéje mellett tükrözi a hetvenes évek elejére jellemző progresszív rockzene hatását is.
1974 tavaszán ismét egy koncertkörútra indultak. A nyitókoncert Április 6-án volt, a kaliforniai Ontarióban, a California Jam fesztiválon. Ezen a koncerten 200 000 rajongó jött el megnézni a zenekart. A fesztiválon az 1970-es évek rockóriásai léptek fel, olyan zenekarok, mint a Deep Purple, az Earth, Wind & Fire, és a The Eagles.

## Felvételek
Miután a Black Sabbath levezette az 1972-ben 1973-ban tartott világkörüli turnéját a Vol. 4. albummal, visszatértek Los Angelesbe. A Record Plant Studios-ban pedig neki álltak az új album munkálatainak. A Sabbath Bloody Sabbath ugyanolyan heavy metal lemez lett, mint a korábbi munkáik, azzal a kis különbséggel, hogy ezen az albumon szintetizátort is használtak. Rick Wakeman játszotta a szintetizátorszólamokat, a "Sabbra Cadabra", és a "Who Are You?" című dalokban.

## Tartalma
1. "Sabbath Bloody Sabbath" – 5:45
2. "A National Acrobat" – 6:16
3. "Fluff" (instrumentális) – 4:11
4. "Sabbra Cadabra" – 5:59
5. "Killing Yourself To Live" – 5:41
6. "Who Are You?" – 4:11
7. "Looking For Today" – 5:06
8. "Spiral Architect" – 5:29

## Közreműködők
- Ozzy Osbourne – ének, szintetizátor
- Tony Iommi – gitár, zongora, orgona, fuvola
- Geezer Butler – basszusgitár, szintetizátor, billentyűs hangszerek
- Bill Ward – dob, ütőhangszerek
- Rick Wakeman – billentyűs hangszerek, szintetizátor, zongora
- Will Malone